# 紺野彩夏
紺野彩夏（日语：／ Konno Ayaka；1999年6月24日—）是日本女演員、模特兒，出身自千葉縣，SPACE CRAFT旗下藝人。

## 作品列表

### 電視劇
- 黃金豬～會計檢察廳·特別調查課～（2010年，日本電視台）：飾演 堤芯子（幼年時期）
- 37歲成為醫生的我～實習醫生的純情故事～ 第3集（2012年4月24日，富士電視台）：飾演 澤村瑞希（年輕時期）
- 分身 第1集（2012年2月12日，WOWOW）
- 幪面超人時王（2018年9月2日－2019年8月25日，朝日電視台）：飾演 歐拉
- 然後，百合子就獨自一人了（2020年3月6日－4月24日，關西電視台）：飾演 淺香樹里
- 讚喔！光源氏君 第2季（2021年6月7日－6月28日，NHK）：飾演 紫之上
- 重返JK：Silver Plan（2021年11月11日－12月30日，東京電視台）：飾演
- 因性而别（2022年8月6日－9月24日，富士電視台）：飾演 横山真尋
- 訂閱女友（日语：サブスク彼女）（2023年5月7日－6月26日，朝日放送電視台）：飾演
- 窮途末路的我們（日语：なれの果ての僕ら）（2023年6月28日－9月13日，東京電視台）：飾演 葉月依莉奈
- CODE-願望的代價-（2023年7月9日，讀賣電視台・日本電視台）：飾演 ミユ
- 拜託了! 排行榜（2023年9月18日，朝日電視台）：飾演 チカ[1][2]
- 無法傳達給你。（2023年9月27日－11月15日，TBS）：飾演 大原實琴[3]
- 離你死期還有100天 第4集（2023年11月14日，日本電視台）：飾演 佐藤千明[4]
- 想和喜歡的男生分手（2024年4月4日－6月20日，東京電視台）：飾演 黄田ナナ[5]
- 宇宙漂浮教室（2024年10月8日－12月10日，NHK綜合）：飾演 庄司麻衣[6]
- 下山吃飯 第1集（2024年11月15日，東京電視台）：飾演 沙耶
- 用吻堵住妳的唇，不要被發現。（2025年2月4日－4月8日，讀賣電視台）：飾演 佐藤楓，主演（與藤井流星雙主演）
- 復仇男友～溺愛社長的真面目～（2025年2月28日－4月18日，MBS）：飾演 服部舞香，主演（與鈴木仁雙主演）
- 醫師阿修羅 第6集（2025年5月21日，富士電視台）：飾演 澤村あかね
- 如果被黑幫上司愛上（2025年7月23日－，MBS・TBS）：飾演 菅原真琴，主演（與戶塚祥太雙主演）

### 電影
- 三角草的春天（2018年4月7日）：飾演 加藤理佐子
- （2021年5月21日）：飾演 松澤環，主演（跟久保田紗友雙人主演）
- 文豪Stray Dogs BEAST（2022年1月7日）：飾演 銀

## 外部連結
- 經紀公司個人資料頁面（日語）
- 紺野彩夏的Instagram帳戶
- 紺野彩夏STAFF official的X（前Twitter）
- YouTube上的紺野彩夏 / 1st Photobook Project頻道